# Google Keep
O Google Keep (anteriormente Google Notes e aparece no iniciador de aplicativos como Notas Keep) é um serviço de anotações lançado em 20 de março de 2013 incluído como parte do pacote gratuito Google Docs Editors oferecido pelo Google. O Google Keep está disponível como um aplicativo da web, bem como um aplicativo móvel para Android e iOS e pode ser sincronizado com o Google Drive. O aplicativo oferece uma variedade de ferramentas para fazer anotações, incluindo textos, listas, imagens e áudio. O texto das imagens pode ser extraído usando reconhecimento óptico de caracteres e gravações de voz podem ser transcritas. A interface permite uma visualização de coluna única ou de várias colunas. As notas podem ser codificadas por cores e os rótulos podem ser aplicados às notas para categorizá-las. Atualizações posteriores adicionaram funcionalidade para fixar notas e colaborar em notas com outros usuários do Keep em tempo real.
O Google Keep recebeu críticas mistas. Uma revisão logo após seu lançamento em 2013 recebeu elogio pela sua velocidade, a qualidade das notas de voz, a sincronização e o widget que poderia ser colocado na tela inicial do Android. As análises em 2016 criticaram a falta de opções de formatação, a incapacidade de desfazer alterações e uma interface que oferece apenas dois modos de visualização em que nenhum deles era apreciado pelo manuseio de notas longas. No entanto, o Google Keep recebeu elogios por recursos, incluindo acesso universal a dispositivos, integração nativa com outros serviços do Google e a opção de transformar fotos em texto por meio do reconhecimento óptico de caracteres.
O Google encerrou o suporte ao aplicativo Google Keep Chrome em fevereiro de 2021, embora o próprio Google Keep continue acessível por meio de outros aplicativos e diretamente em navegadores da web.